# Maure de Troyes
Maure de Troyes est une habitante de Troyes du IXe siècle qui a été proclamée sainte.

## Biographie
Fille de Marien et Sédulie, habitants aisés de Troyes, elle est la sœur d'Eutrope et naquit vers 827. Connue pour les bienfaits envers sa communauté, elle mourut avant son vingt-troisième anniversaire et repose dans le sarcophage en l'Église Sainte-Maure de Sainte-Maure. Elle a été canonisée à la fin du IXe siècle. Elle a été le centre d'un pèlerinage et le jour de sa fête, les moines de l'Abbaye Saint-Loup de Troyes menaient une procession de Troyes à Sainte-Maure.
Elle était fêtée le 22 septembre dans le diocèse de Troyes.

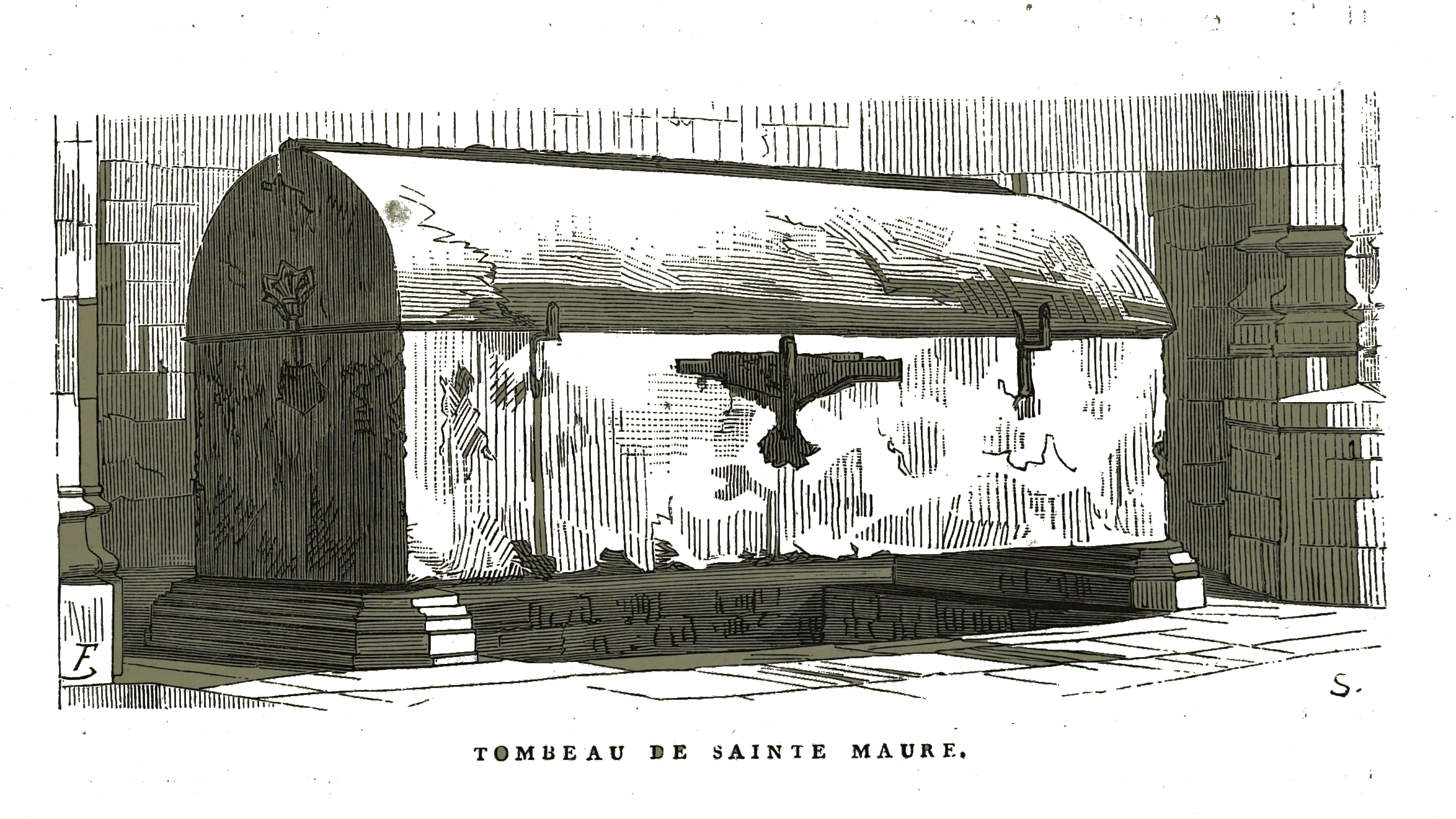
Son sarcophage, relevé de Charles Fichot.